# Schlacht bei Drakenburg
In der Schlacht bei Drakenburg am 23. Mai 1547 nördlich von Nienburg/Weser besiegte das protestantische Heer des Schmalkaldischen Bundes die kaiserlichen Truppen von Herzog Erich II. von Calenberg, der sich nur schwimmend durch die Weser retten konnte. Zuvor hatten die Protestanten durch die Niederlage in der Schlacht bei Mühlberg am 24. April 1547 bereits den Schmalkaldischen Krieg verloren. Als Folge der Schlacht von Drakenburg wurde der Norden Deutschlands frei von kaiserlichen Truppen, wodurch die Stellung des Protestantismus gestärkt wurde.

## Ausgangslage
Der Schmalkaldische Bund hatte durch die Niederlage in der Schlacht bei Mühlberg am 24. April 1547 bereits den Schmalkaldischen Krieg verloren. Durch die Unterzeichnung der Wittenberger Kapitulation vom 19. Mai 1547 war der Bund faktisch aufgelöst. Trotzdem gab es durch die schmalkaldischen Bundesgenossen in Norddeutschland, insbesondere durch die Städte Bremen und Magdeburg, weiterhin Widerstand gegen den katholischen Kaiser Karl V.

### Belagerung von Bremen
Im Januar 1547 warb der kaiserliche Obrist und Söldnerführer Christoph von Wrisberg eine Armee im Münsterland an. Die Truppe zog durch das Bistum Osnabrück über Minden gegen das kaiserfeindliche Bremen an, um es zu erobern. Es begann eine längere Belagerung, der die Bremer Bürger trotz Beschusses standhielten. Im April 1547 stieß der erst 19-jährige Herzog Erich II. mit seiner Truppe zu den kaiserlichen Belagerern hinzu, so dass etwa 12.000 Mann vor der Stadt standen. Im Mai 1547 erhielt Herzog Erich die Nachricht, dass eine protestantische Armee plündernd und brandschatzend durch sein Herzogtum Calenberg zog. Auch sei die Armee von Süden auf dem Weg nach Bremen, um die Stadt zu entsetzen. Wegen der mehrmonatigen, erfolglosen Belagerung unter Proviantmangel, Verlusten von einem Viertel der Landsknechte und der Gefahr einer Meuterei stellten von Wrisberg und Erich II. die Belagerung ein.

## Aufmarsch und Aufstellung

### Kaiserliche

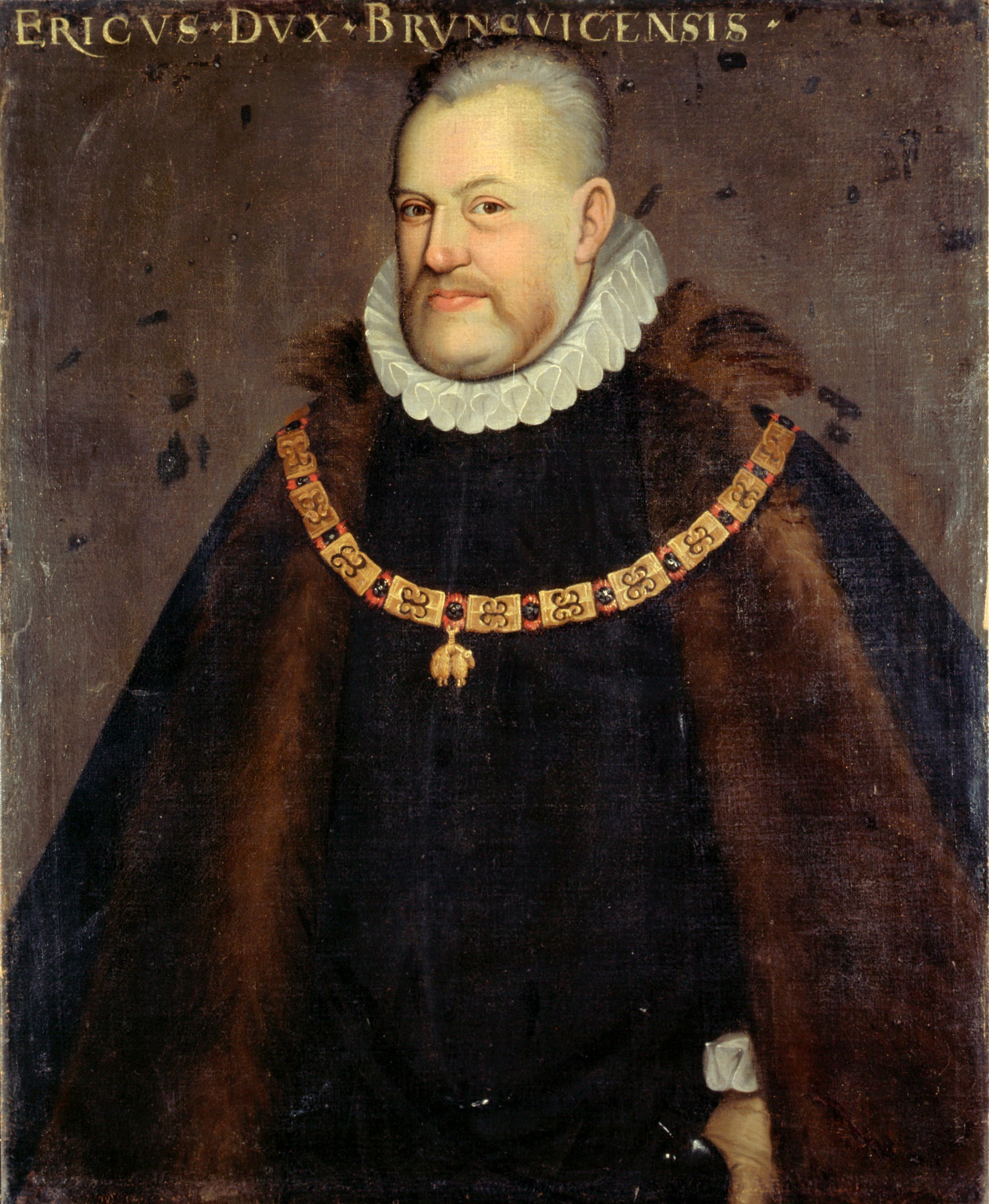
Kaiserlicher Heerführer Herzog Erich II. von Calenberg

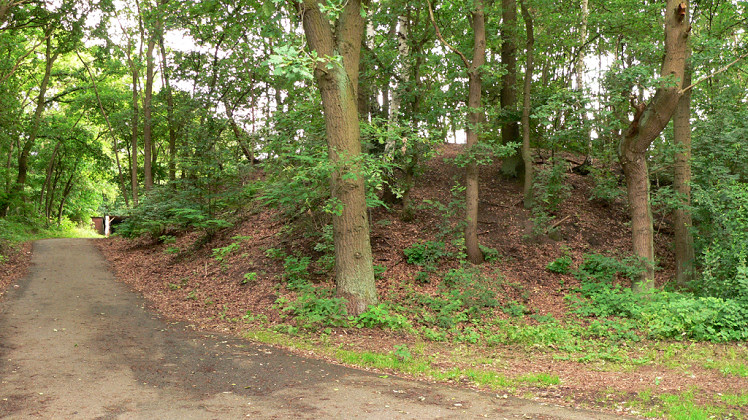
Sanddüne am Schlachtfeld, heute überwachsen

Die kaiserlichen Truppen zogen nach Aufgabe der Belagerung am 22. Mai 1547 von Bremen ab. Sie marschierten in Eil- und Nachtmärschen nach Süden, um dem sich nähernden protestantischen Heer entgegenzutreten. Die Einheiten der beiden Heerführer Erich II. und Christoph von Wrisberg marschierten entlang der Weser, aber getrennt auf beiden Uferseiten. Sie wollten sich zu gegebener Zeit an einem Flussübergang wieder vereinigen. Wrisbergs Truppe blieb aber weit zurück, weil es durch Sandwege zu Problemen kam. Der junge und ehrgeizige Herzog wartete nicht auf den Nachzügler und ließ seine Söldner noch schneller weiter ziehen. Als er bei Drakenburg vom Nahen des Feindes Kenntnis erhielt, ordnete er seine Truppen zur Schlachtaufstellung. Ihm standen etwa 6.000 Landsknechte, eine unbekannte Anzahl an Reitern und 17 Geschütze zur Verfügung. Er positionierte sie östlich von Drakenburg in Richtung Heemsen auf offenem Feld. Als Schlachtfeld wählte er ein gewelltes Gelände mit bis zu 15 m hohen Sanddünen. Erich hielt das Gebiet für ideal, um den Feind aus der sicheren Stellung zu erwarten. Durch die erhöhte Position verfügten seine Kanonen über ein freies Schussfeld. Außerdem hatten seine Truppen den Vorteil von Sonne und Wind im Rücken. Erichs Truppen standen aber kaum Ausweich- oder Rückzugsmöglichkeiten zur Verfügung, da das Schlachtfeld von Sumpf- und Feuchtgebieten sowie der Weser begrenzt wurde.

### Protestanten

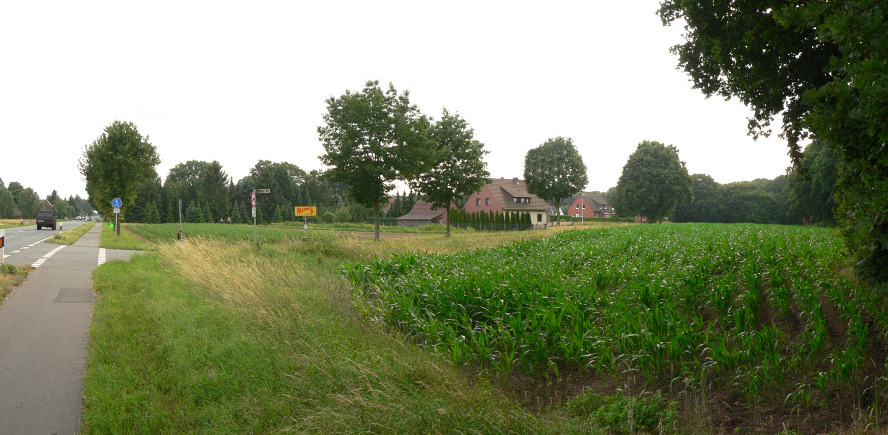
Aufmarschgebiet der Schmalkaldischen westlich der B 215

Die Schmalkaldische Streitmacht der Protestanten hatte der sächsische Kurfürst Johann Friedrich von Sachsen noch vor seiner Gefangennahme bei der Schlacht bei Mühlberg 1547 aufgestellt. Sie bestand anfangs nur aus 4 Fähnlein an Landsknechten unter Führung des Grafen Albrecht von Mansfeld. Die Truppe zog von Sachsen aus über Nordhausen, Northeim, Braunschweig nach Bremen, um der von den Kaiserlichen belagerten Stadt Bremen zur Hilfe zu kommen. Auf dem Wege stießen Truppenkontingente der Städte Braunschweig, Hildesheim, Hamburg und Magdeburg hinzu. Es waren 26 Fähnlein (etwa 6.500 Mann) an Fußvolk und bis zu 1.400 Reiter sowie 24 Geschütze zusammengekommen, so dass die Protestanten zahlenmäßig dem Gegner leicht überlegen war. Das Schmalkaldische Heer hatte am 22. Mai 1547 bei Rodewald sein Lager aufgeschlagen und marschierte am 23. Mai 1547 ab 4 Uhr dem Gegner über Anderten und Heemsen entgegen.

## Schlacht

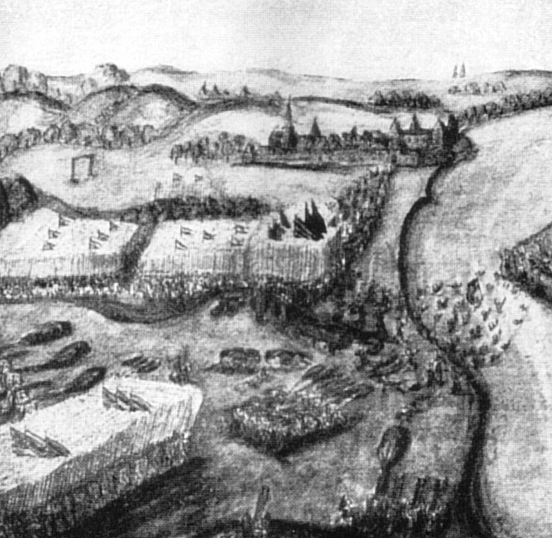
Um 1570 angefertigte Federzeichnung aus der Renner-Chronik, rechts die in die Weser flüchtenden Kaiserlichen, im Hintergrund Drakenburg

Die schmalkaldischen Truppen näherten sich von Osten und trafen auf die im Dünengelände verschanzt aufgestellten Truppen Erichs II. Die schmalkaldischen Angreifer bedienten sich einer Taktik, die dem braunschweigischen Feldhauptmann Brun von Bothmer zugeschrieben wird. Er kannte das Gelände aus seiner Kindheit und schlug eine Zangenbewegung mit einem zweiten Angriff in den Rücken des Feindes vor. Von Bothmer führte dazu etwa 1.000 berittene Hakenschützen mit einigen kleinkalibrigen Kanonen an, die sich dem Feind versteckt von Norden näherten. Beide protestantische Einheiten begannen die Schlacht zeitgleich mit Beschuss und Sturmangriff. Dabei geriet die Schlachtaufstellung Erichs II. ins Wanken. Außerdem stießen die schmalkaldischen Reiter zwischen den Sandhügeln hindurch und trennten die kaiserlichen Verbände. In dem Chaos flüchtete Erichs Reiterei und fügte dabei den eigenen Fußtruppen Schaden zu. Erichs Fußvolk waren die Fluchtwege durch den Feind und das sumpfige Umfeld abgeschnitten worden. Als letzter Ausweg blieb die Weser, die zu diesem Zeitpunkt Frühjahrshochwasser führte. Bei dem Versuch, eine Furt zu finden, ertranken etwa 1.000 kaiserliche Söldner. Herzog Erich gelang es mit Mühe, sich schwimmend auf das andere Weserufer zu retten. Insgesamt wurden rund 2.500 seiner Männer getötet, etwa weitere 2.500 gerieten in Gefangenschaft. Auf der Gegenseite sollen nur rund 200 Gefallene und etwa 400 Verwundete zu verzeichnen gewesen sein.

### Nachhutgefecht
Nach der Schlacht kam es zu einem Scharmützel, bei dem die Gewinner der Schlacht ihre Kriegskasse einbüßten. Das beim Anmarsch zurückgebliebene kaiserliche Teilheer unter Oberst von Wrisberg erreichte zwar noch am 23. Mai 1547 das Schlachtfeld bei Drakenburg, aber die Schlacht war bereits geschlagen. Wegen der zahlenmäßigen Unterlegenheit zogen sich die Kaiserlichen in Richtung Verden zurück. Etwa 10 km nördlich des Schlachtfeldes stießen sie bei Hassel auf den Tross der Protestanten. Er war nur von schwachen Kräften in der Stärke eines Bauernfähnleins geschützt. Wrisberges Truppen überwältigten die nicht besonders kampfstarke Einheit aus rekrutierter Landbevölkerung. Dabei erbeuteten sie die Kriegskasse der Protestanten mit ungefähr 100.000 Goldgulden, die später die kaiserliche Schatzkammer von Karl V. füllten.

## Folgen
Das kaiserliche Heer von Erich II. war vernichtend geschlagen worden und existierte faktisch nicht mehr, die Truppen des Obristen von Wrisberg zogen in die Niederlande ab und lösten sich von selbst auf. Kaiser Karl V. erlitt durch den Verlust von zwei Verbänden im Norden Deutschlands eine empfindliche Niederlage.
Die beiden überlebenden kaiserlichen Heerführer Herzog Erich II. und Oberst von Wrisberg waren nach der Schlacht lebenslang verfeindet. Sie warfen sich gegenseitig Versagen vor. Während der junge, unerfahrene Herzog Erich sich alleine und voreilig der Schlacht gestellt habe, habe Wrisberg den Herzog im Stich gelassen.
Es ist zweifelhaft, dass der Ausgang der Schlacht den Protestantismus in Norddeutschland rettete, da auch in den vom Kaiser
eroberten Gebieten Mitteldeutschlands keine Rekatholisierung stattfand. Die norddeutschen, protestantischen Territorien mussten ebenso wie die mitteldeutschen Gebiete das Interim annehmen. Glaubensfreiheit im modernen Sinn hat die Schlacht bei Drakenburg in keinem Fall gebracht. Im protestantischen Bremen wurde nach 1547 der katholische Glaube unterdrückt; die letzten katholischen Kirchen wurden in protestantische Kirchen umgewandelt.

## Schlachtfeld heute

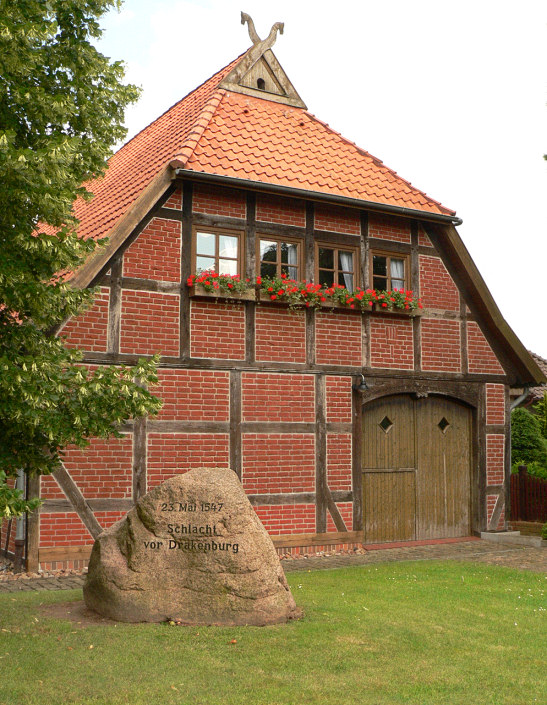
Gedenkstein für die Schlacht vor dem Heimathaus Drakenburg

Das ehemalige Schlachtfeld liegt heute im Ortsteil Sandberge etwa 2 km östlich von Drakenburg und nördlich von Nienburg zwischen der B 215 und einer Eisenbahnlinie. Damals war das Gelände eine sandige Dünenlandschaft, die in dieser Form nicht mehr vorhanden ist. Die meisten Sandanhäufungen wurden im Laufe der Zeit für den Straßen- und Eisenbahnbau abgetragen sowie als Baumaterial genutzt. Einzelne Dünen finden sich noch unter dem Wald nahe der Eisenbahnlinie. Das frühere Schlachtfeld ist heute mit einem Gewerbegebiet und Wohnhäusern überbaut.

## Bildliche Darstellungen
Die älteste Darstellung der Schlacht, eine kolorierte Federzeichnung von 1570/80, findet sich in der ältesten Handschrift von Johann Renners Bremer Chronik. Eine davon unabhängige Radierung ließ Wilhelm Dilich für seine Bremer Chronik von 1603 anfertigen. Sie geht wohl zurück auf ein nicht erhaltenes Gemälde des Christian von Apen im Bremer Schütting aus dem Jahr 1590. Zwei verschollene Kästen des Bremer Zeughauses waren mit Bildern der Schlacht bemalt.
1547 wurde zu Ehren des kursächsischen Obersten Wilhelm von Thumbshirn eine dreieckige (!) Medaille geschlagen.